# Hammered (Album)
Hammered ist das 16. Studioalbum der britischen Heavy-Metal-Band Motörhead. Der Titel des Albums bedeutet, vollständig unter dem Einfluss von Alkohol zu stehen.

## Hintergründe
Nachdem Lemmy Kilmister nach Abschluss der über ein Jahr dauernden Tournee zum Vorgängeralbum We Are Motörhead einen körperlichen Zusammenbruch erlitten hatte, nahm die Band einen Monat Auszeit, um Mitte September 2001 im Heimstudio von Produzent Chuck Reed in Hollywood mit den Aufnahmen zu beginnen. Das Songwriting stand unter dem Einfluss der Terroranschläge am 11. September 2001, weshalb das Album von der Band als düster und lahm bezeichnet wurde. Außerdem sei Chuck Reed nicht die beste Wahl als Produzent gewesen. Mit Red Raw ist eines der schnellsten Stücke der Band auf dem Album enthalten. Das ungewöhnliche Serial Killer ist eher ein von Lemmy gesprochenes Gedicht, das mit Klängen unterlegt ist und bei dem auch der Wrestler Triple H mitwirkt. Rückblickend zeigte sich Kilmister mit der Produktion des Albums unzufrieden.
Das Album erschien im April 2002 und verkaufte sich allein in den ersten vier Wochen nach Veröffentlichung so oft wie die beiden Vorgängeralben Snake Bite Love (1998) und We Are Motörhead (2000) zusammen. Zu Brave New World drehte die Band ein Musikvideo in einer ehemaligen Bunkeranlage.

## Titelliste
1. Walk a Crooked Mile – 5:53
2. Down the Line – 4:25
3. Brave New World – 4:05
4. Voices From the War – 4:30
5. Mine All Mine – 4:14
6. Shut Your Mouth – 4:08
7. Kill the World – 3:41
8. Dr. Love – 3:51
9. No Remorse – 5:19
10. Red Raw – 4:05
11. Serial Killer – 1:57

## Kritiken
Martin Mengele vom Onlinemagazin laut.de bemerkt, dass das Album den Eindruck erwecke, etwas Besonderes zu sein und nennt das eingängige Walk a Crooked Mile einen der besten Titel der Band der letzten zehn Jahre. An den Liedtexten bemängelt er die Lächerlichkeit der „seltsamen Splatter-Heldensagen von Blut und Ehre“, meint aber, dass trotzdem stets ein guter Rocksong übrig bleibe. Adam Bregman von Allmusic schreibt in seinem Review, dass es Motörhead auf Hammered anders als anderen Urgesteinen der Metalszene wie Iron Maiden oder AC/DC gelungen sei, seiner langen Liste an Klassikern mit Walk a Crooked Mile einen weiteren Titel hinzuzufügen. Im Übrigen warte das Album mit dem für Motörhead typischen Stil auf und würde zweifelsohne Gefallen bei den Fans der Band finden. Jan Jaedike vom Musikmagazin Rock Hard bemängelt insbesondere die teilweise nicht sonderlich gelungene Gesangsleistung von Lemmy Kilmister, man höre, dass ihm zuweilen die Puste ausgehe. Im Gegenzug lobt er die vielseitige Gitarrenarbeit von Phil Campbell.